# エコール・リラ ショッピングセンター
エコール・リラ ショッピングセンター（ECOLL LILAS）は、兵庫県神戸市北区藤原台中町1丁目にある複合型商業施設（ショッピングセンター）である。ダイエー時代の店番号は0442。

## 概要
1992年に岡場駅前に開業し、関西都市居住サービスが運営している。中核テナントはイオン藤原台店。駐車場はエコール・リラと隣接している。
エコール・リラショッピングセンターが開業当初からの中核テナントのダイエー藤原台店は、2016年3月1日より営業権がイオンリテールに承継された。同年3月22日までダイエーで営業を続け、改装休業を経て同年3月25日にイオン藤原台店に改称した。
2019年4月23日には神戸市立北神図書館が開館した。

## フロア構成
| 階  | 本館                                                 | 南館                       |
| --- | ---------------------------------------------------- | -------------------------- |
| 6階 | テニススクールなど                                   | なし                       |
| 5階 | エディオン、くまざわ書店、三井住友銀行など           | サイゼリヤなど             |
| 4階 | イオン藤原台（日用品）、ダイソー（3ブランド）        | 神戸市立北神図書館など     |
| 3階 | イオン藤原台（食料品）、マツモトキヨシ、パリミキなど | 無印良品、マクドナルドなど |
| 2階 | スポーツジムなど                                     | みなと銀行など             |
| 1階 | 兵庫信用金庫など                                     | みなと銀行ATM              |

## かつて存在したテナント
- コープ藤原台
- ジーユー（GU）
- アカシヤ - 近商ストアによる運営の衣料雑貨専門店。

## アクセス

### 鉄道
- 神戸電鉄三田線岡場駅から徒歩1分